# Назаренко Василь Андрійович
Васи́ль Андрі́йович Наза́ренко (* 24 серпня 1908, Чигирин — † 15 серпня 1991, Одеса) — український хімік-аналітик, 1946 — кандидат наук, 1953 — лауреат Державної премії СРСР, 1960 — доктор хімічних наук, 1965 — професор, 1970 — заслужений діяч науки УРСР, 1972 — член-кореспондент АН УРСР. Нагороджений орденом Вітчизняної війни, Червоної Зірки, медалями.

## Життєпис
Походить з селянської родини, закінчив Чигиринську школу-семирічку, 1927 — Черкаську середню сільськогосподарську школу.
1931 року закінчує Одеський хіміко-фармацевтичний інститут за спеціальністю фармакохімія, учень професора Абрама Семеновича Комаровського. В тому часі Комаровський прилучив його разом з М. С. Полуектовим, І. М. Коренманом та В. Т. Чуйко до досліджень аналітичних реакцій йонів металів — пердолвсім рідкісних металів.
До 1938 року працював судовим хіміком в Одеській обласній судовій медичній лабораторії.
З 1933 року почав працювати хіміком в Укргіредметі, з 1957 року установа звалася Одеськими лабораторіями ІОНХ АН УРСР, з 1977 — Фізико-хімічний інститут АН УРСР, працював в інституті до 1991 року.
Учасник Другої світової війни, в перших місяцях війни виходив з оточення. Бойовий шлях закінчив капітаном — помічник начальника хімічного полку 65-ї армії, нагороджений бойовими орденами та медалями.
Досліджував рідкісні метали з допомогою спектрофотометричного аналізу.
1943 року Комаровський видає в Томську першу книжку своїх учнів — стосувалася аналізування руд та мінералів в польових умовах.
У часі Справа лікарів"Справи лікарів" його жінка Л. Е. Шварцбурд, завідувачка лабораторії, була звільнена.
1950 року вийшов друком «Напівмікрохімічний аналіз мінералів та руд» — разом з Полуектовим, у 1950-х це був єдиний в СРСР підручник по аналізу геохімічних об'єктів, перекладено на китайську та угорську мови.
1953 року удостоєний Державної премії СРСР — за схему аналітичного контролю виробництва германію, котра включає методи визначення мікро- та макрокількостей германію в сировині, відходах виробництва, концентратах та кінцевому продукті, а також мікродомішок в особливо чистих сполуках германію.
Є автором праць з аналітичної хімії рідкісних елементів, аналізу високочистих речовин та напівпровідникових матеріалів.
Загалом надруковано 466 його статей, рецензій, авторських свідоцтв, доповідей, 14 оглядів, 5 монографій.
Запропонував механізм вивчення хімізму реакцій іонів металів з поліфункціональними органічними реагентами — із урахуванням гідролізу координуючого іона й стану в розчині ліганда, у тому числі його таутомерії.
Зареєстрував 4 патенти:
- спосіб визначення бісмуту та стибію,
- спосіб визначення бісмуту в стибії,
- спосіб визначення арсену,
- реагент для фотометричного визначення германію.

1973 року вийшла друком книга «Триоксифлюорони» — у співавторстві з Антоновичем Валерієм Павловичем,
1973 — «Аналітична хімія германію», 1974 видана англійською мовою.
Як педагог виховав 2 докторів та 35 кандидатів наук.
Членом КПРС так і не став.
Восьма Українська конференція по аналітичній хімії, що відбулася у вересні 2008 року в Одесі, була присвячена 100-річчю з дня його народження.